# Riccardo Carapellese
Riccardo Carapellese (Cerignola, 1º luglio 1922 – Rapallo, 20 ottobre 1995) è stato un allenatore di calcio e calciatore italiano, di ruolo attaccante.

## Caratteristiche tecniche
Ala agile, veloce e di gran talento, dallo scatto bruciante e dal dribbling ubriacante. Mostrava colpi di classe cristallina, ottima tecnica, un controllo di palla finissimo ed una notevole facilità di realizzazione.

## Carriera

### Giocatore

#### Club

Carapellese capitano del Torino

Cresciuto nelle giovanili del Torino, iniziò la sua carriera agonistica in Serie B nel 1942-43 con i bianconeri dello Spezia; nell'anomalo campionato di guerra del 1944 vestì la maglia del Casale, mentre nell'immediato dopoguerra passò dal Vigevano al Como e disputò la Coppa Alta Italia tra le file del Novara, giungendo con i piemontesi alla finale, poi persa contro il Bologna.
Chiuso dai campioni del Grande Torino, arrivò in Serie A vestendo la maglia del Milan; con i rossoneri rimase per tre stagioni, fino al 1949, segnando 52 gol e formando una prolifica coppia d'attacco con Héctor Puricelli. Durante il suo periodo milanese entrò anche nel giro della Nazionale. Dopo la tragedia di Superga fu richiamato al Torino, succedendo nella stagione 1949-50 a Valentino Mazzola come capitano, sia dei granata, sia della Nazionale.
Nel 1952 rimase a Torino, passando sulla sponda bianconera: con la Juventus giocò un'unica stagione, da sostituto di Præst, di Muccinelli o di Vivolo. Passò poi al Genoa, rimanendovi quattro stagioni.
Dopo due stagioni con il Catania nel campionato cadetto, interruppe di fatto la carriera agonistica, salvo un breve ripensamento nell'annata 1961-1962 come giocatore-allenatore per la Ternana.

#### Nazionale
Con la nazionale italiana, guidata da Vittorio Pozzo e capitanata da Silvio Piola, debuttò come sostituto di Pietro Ferraris, che aveva chiuso il suo ciclo con la maglia azzurra, il 9 novembre del 1947 contro l'Austria, perdendo 1 a 5 ma segnando l'unico gol. Dal 22 maggio 1949 ne diventò anche il capitano, e con Ferruccio Novo partecipò al campionato del mondo 1950, segnando 2 reti nelle partite contro la Svezia e il Paraguay. Dopo la rassegna iridata e fino al 1956 vestì poi la maglia azzurra solo per tre volte, per un totale di 16 presenze e 10 reti.
Fu per 57 anni l'ultimo genoano a segnare con gli azzurri in Italia-Francia del 12 febbraio 1956 terminata 2-0 fino al gol di Alberto Gilardino del 6 settembre 2013.

### Dopo il ritiro
Divenne allenatore nel 1959 del Finale Ligure e l'anno successivo della Sammargheritese.
Nel dicembre 1961 si sedette sulla panchina della Ternana, scendendo però in campo in tre occasioni, e guidò la squadra dalla Serie D alla Serie C nel torneo 1963-1964, riportando i rossoverdi in una categoria dal quale mancavano da quattordici anni.
Costretto in miseria negli ultimi anni di vita, debilitato dalla malattia di Alzheimer e segnato dalla tragica morte della figlia Daniela, vittima dell'eroina, a partire dal 1990 usufruì della legge Bacchelli.

## Statistiche

### Presenze e reti nei club
| Stagione        | Squadra         | Campionato      | Campionato | Campionato |
| Stagione        | Squadra         | Comp            | Pres       | Reti       |
| --------------- | --------------- | --------------- | ---------- | ---------- |
| 1942-1943       | Spezia          | B               | 19         | 3          |
| 1944            | Casale          | C-AI            | 17         | 3          |
| 1945-1946       | Como            | B-C             | 16         | 3          |
| 1946-1947       | Milan           | A               | 36         | 20         |
| 1947-1948       | Milan           | A               | 34         | 15         |
| 1948-1949       | Milan           | A               | 36         | 17         |
| 1949-1950       | Torino          | A               | 35         | 14         |
| 1950-1951       | Torino          | A               | 32         | 8          |
| 1951-1952       | Torino          | A               | 31         | 6          |
| 1952-1953       | Juventus        | A               | 17         | 9          |
| 1953-1954       | Genoa           | A               | 14         | 3          |
| 1954-1955       | Genoa           | A               | 29         | 4          |
| 1955-1956       | Genoa           | A               | 29         | 11         |
| 1956-1957       | Genoa           | A               | 22         | 4          |
| 1957-1958       | Catania         | B               | 19         | 6          |
| 1958-1959       | Catania         | B               | 11         | 3          |
| Totale carriera | Totale carriera | Totale carriera | 315+17     | 111+3      |

### Cronologia presenze e reti in nazionale
| Cronologia completa delle presenze e delle reti in nazionale ― Italia | Cronologia completa delle presenze e delle reti in nazionale ― Italia | Cronologia completa delle presenze e delle reti in nazionale ― Italia | Cronologia completa delle presenze e delle reti in nazionale ― Italia | Cronologia completa delle presenze e delle reti in nazionale ― Italia | Cronologia completa delle presenze e delle reti in nazionale ― Italia | Cronologia completa delle presenze e delle reti in nazionale ― Italia | Cronologia completa delle presenze e delle reti in nazionale ― Italia |
| Data                                                                  | Città                                                                 | In casa                                                               | Risultato                                                             | Ospiti                                                                | Competizione                                                          | Reti                                                                  | Note                                                                  |
| --------------------------------------------------------------------- | --------------------------------------------------------------------- | --------------------------------------------------------------------- | --------------------------------------------------------------------- | --------------------------------------------------------------------- | --------------------------------------------------------------------- | --------------------------------------------------------------------- | --------------------------------------------------------------------- |
| 9-11-1947                                                             | Vienna                                                                | Austria                                                               | 5 – 1                                                                 | Italia                                                                | Amichevole                                                            | 1                                                                     |                                                                       |
| 14-12-1947                                                            | Bari                                                                  | Italia                                                                | 3 – 1                                                                 | Cecoslovacchia                                                        | Amichevole                                                            | 1                                                                     |                                                                       |
| 4-4-1948                                                              | Parigi                                                                | Francia                                                               | 1 – 3                                                                 | Italia                                                                | Amichevole                                                            | 2                                                                     |                                                                       |
| 16-5-1948                                                             | Torino                                                                | Italia                                                                | 0 – 4                                                                 | Inghilterra                                                           | Amichevole                                                            | -                                                                     |                                                                       |
| 27-2-1949                                                             | Genova                                                                | Italia                                                                | 4 – 1                                                                 | Portogallo                                                            | Amichevole                                                            | 1                                                                     |                                                                       |
| 27-3-1949                                                             | Madrid                                                                | Spagna                                                                | 1 – 3                                                                 | Italia                                                                | Amichevole                                                            | 1                                                                     |                                                                       |
| 22-5-1949                                                             | Firenze                                                               | Italia                                                                | 3 – 1                                                                 | Austria                                                               | Coppa Internazionale                                                  | -                                                                     | Cap.                                                                  |
| 12-6-1949                                                             | Budapest                                                              | Ungheria                                                              | 1 – 1                                                                 | Italia                                                                | Coppa Internazionale                                                  | 1                                                                     | Cap.                                                                  |
| 30-11-1949                                                            | Londra                                                                | Inghilterra                                                           | 2 – 0                                                                 | Italia                                                                | Amichevole                                                            | -                                                                     | Cap.                                                                  |
| 5-3-1950                                                              | Bologna                                                               | Italia                                                                | 3 – 1                                                                 | Belgio                                                                | Amichevole                                                            | -                                                                     | Cap.                                                                  |
| 2-4-1950                                                              | Vienna                                                                | Austria                                                               | 1 – 0                                                                 | Italia                                                                | Coppa Internazionale                                                  | -                                                                     | Cap.                                                                  |
| 25-6-1950                                                             | San Paolo                                                             | Svezia                                                                | 3 – 2                                                                 | Italia                                                                | Mondiali 1950 - 1º turno                                              | 1                                                                     | Cap.                                                                  |
| 2-7-1950                                                              | San Paolo                                                             | Paraguay                                                              | 0 – 2                                                                 | Italia                                                                | Mondiali 1950 - 1º turno                                              | 1                                                                     | Cap.                                                                  |
| 24-2-1952                                                             | Bruxelles                                                             | Belgio                                                                | 2 – 0                                                                 | Italia                                                                | Amichevole                                                            | -                                                                     |                                                                       |
| 15-2-1956                                                             | Bologna                                                               | Italia                                                                | 2 – 0                                                                 | Francia                                                               | Amichevole                                                            | 1                                                                     |                                                                       |
| 25-4-1956                                                             | Milano                                                                | Italia                                                                | 3 – 0                                                                 | Brasile                                                               | Amichevole                                                            | -                                                                     |                                                                       |
| Totale                                                                |                                                                       | Presenze                                                              | 16                                                                    |                                                                       | Reti (31º posto)                                                      | 10                                                                    |                                                                       |

## Palmarès

### Allenatore
- Campionato italiano Serie D: 1

Ternana: 1963-1964 (girone D)